# Celine y Julie van en barco
Celine y Julie van en barco (título original en francés: Céline et Julie vont en bateau) es una película francesa de 1974 dirigida por Jacques Rivette. La película está protagonizada por Dominique Labourier como Julie y Juliet Berto como Céline.
Ganó el Premio Especial del Jurado en el Festival Internacional de Cine de Locarno en 1974 y fue Selección Oficial en el Festival de Cine de Nueva York de 1974.

## Sinopsis
La película comienza con Julie sentada en un banco del parque leyendo un libro de hechizos mágicos cuando una mujer (Céline) pasa y comienza a dejar caer varias posesiones (al estilo del Conejo Blanco de Lewis Carroll). Julie comienza a recogerlos e intenta seguir a Céline por París, a veces a gran ritmo (por ejemplo, corriendo por Montmartre para seguir el ritmo del tranvía de Céline). Después de las aventuras de seguir a Céline por las calles parisinas — en un momento parece como si hubieran tomado caminos separados para nunca volver a encontrarse — Céline finalmente decide mudarse con Julie. Hay incidentes de intercambio de identidad, en los que Céline finge ser Julie para conocer a su amiga de la infancia, por ejemplo, y Julie intenta sustituir a Céline en una audición de cabaret.
La segunda mitad de la película se centra en las visitas individuales del dúo al 7 bis, rue du Nadir-aux-Pommes, la dirección de una mansión en un terreno tranquilo y amurallado en París. Aunque hoy en día parece vacía y cerrada, Céline se da cuenta de que la casa es el lugar donde trabaja como niñera para una familia — dos hermanas celosas, un viudo y una niña enfermiza. Pronto, surge un patrón repetitivo: Céline o Julie entran a la casa, desaparecen por un tiempo y luego, de repente, son expulsadas por manos invisibles de regreso al París actual ese mismo día. Cada vez, Céline o Julie están agotadas, habiendo olvidado todo lo sucedido durante su estancia en la casa. Sin embargo, cada vez que regresan en taxi, las mujeres descubren un caramelo misteriosamente alojado en su boca. Parece ser importante, por lo que cada una se asegura de guardar los dulces con cuidado. En un momento, se dan cuenta de que el caramelo es la clave para llegar al otro lugar y momento; chupar el dulce las transporta de regreso a la realidad alternativa de la casa (en este caso una doble referencia tanto a Lewis Carroll como a la magdalena de Marcel Proust) de los acontecimientos del día.
El resto de la película consiste en dos mujeres que intentan resolver el misterio central de la casa: en medio de los celos de las mujeres de la casa por las atenciones del viudo, la niña pequeña es misteriosamente asesinada. Sin embargo, esta narrativa se repite como una obra de teatro, con frases exactas que pronto aprenden lo suficientemente bien como para empezar a bromear. Cada vez que repiten comer los dulces, recuerdan más eventos del día. Al igual que si leyeran su novela favorita o vieran nuevamente una película que les encanta, descubren que pueden entrar en la narrativa misma, memorizando cada giro y giro. Lejos de ser las espectadoras/lectoras pasivas que eran al principio — y la mayoría de los espectadores de películas siempre lo son — las mujeres se dan cuenta de que pueden apoderarse de la historia y cambiarla como quieran.
Ahora, incluso mientras la trama continúa desarrollándose como un reloj, las mujeres comienzan a tomar el control, volviéndola «interactiva» agregando alteraciones a sus diálogos e insertando diferentes acciones en los eventos que se desarrollan en la casa. Finalmente, en un verdadero acto de autoría, cambian el final y rescatan a la joven que fue asesinada originalmente. Ambas realidades están completamente unidas cuando, después de rescatar a la chica de la casa, las dos no sólo se descubren transportadas de regreso al departamento de Julie, sino que esta vez la joven, Madlyn, se ha unido a ellas, sana y salva en el París de los años 70.
Para relajarse, Céline, Julie y Madlyn toman un bote de remos en un río plácido, remando y deslizándose felices, pero algo no va del todo bien. Se quedan en silencio al ver que otro barco se acerca rápidamente para adelantarlas en el agua. En ese barco se ven a los tres protagonistas principales de la casa del otro tiempo: esa realidad alternativa los ha seguido de regreso a su mundo. Pero Céline, Julie y Madlyn los ven como los accesorios antiguos que son, congelados en su lugar.
La película termina con Céline, medio dormida en un banco del parque, viendo a Julie pasar corriendo junto a ella, quien, a su manera del Conejo Blanco, deja caer su libro de magia. Lo levanta, llama a Julie y corre detrás de ella.

## Reparto
- Juliet Berto – Céline.
- Dominique Labourier – Julie.
- Bulle Ogier – Camille.
- Marie-France Pisier – Sophie.
- Barbet Schroeder – Olivier.
- Nathalie Asnar – Madlyn.
- Marie-Thérèse Saussure – Poupie.
- Philippe Clévenot – Guilou.
- Anne Zamire – Lil.
- Jean Douchet – Monsieur Dede.
- Adèle Taffetas – Alice.
- Monique Clément – Myrtille.
- Jérôme Richard – Julien.
- Michael Graham -  Boris.
- Jean-Marie Sénia – Cyrille.

## Producción
Luc Béraud fue asistente de dirección en la película. Marilù Parolini trabajó como fotógrafa del set.